# قاي والاس
قاي والاس (بالإنجليزية: Guy Wallace)‏ هو مقدم برامج إذاعية أمريكي، ولد في 1913، وتوفي في 29 أغسطس 1967.